# 小行星1693
小行星1693（1693 Hertzsprung），臨時編號 1935 LA，是一個位於小行星帶的小行星。由荷蘭天文學家亨德里克·范根特於1935年5月5日在南非約翰尼斯堡發現。
該小行星以丹麥天文學家，赫羅圖的其中一位提出者埃希纳·赫茨普龙命名。

## 外部連結
- JPL Small-Body Database Browser on 1693 Hertzsprung （页面存档备份，存于）

| 前一小行星： 1692 Subbotina | 小行星列表 | 後一小行星： 1694 Kaiser |